# Llamprees

La llamprea com a motiu heràldic, escut de Nakkila, Finlàndia.

Els petromizòntids (Petromyzontidae), coneguts popularment com a llamprees o llampreses, són una família de peixos molt primitius que pertanyen a la superclasse dels àgnats, és a dir, sense mandíbules i a la classe dels Cephalaspidomorphi.
El sinònim llepapedres, acollit pels diccionaris, malgrat tenir equivalents en occità i francès, és segons cert lingüistes un mot fantasma.

## Característiques
Presenten un cos molt llefiscós, sense escates i amb forma cilíndrica. Tenen l'aparença d'una anguila, tot i que filogenèticament el parentiu és molt llunyà.
La boca té una característica forma de ventosa i posseeix nombroses dents còrnies. Llur nom llatí prové del fet que es poden aferrar a les pedres amb la boca (lambere = 'llepar'; petra = 'pedra').
En algunes espècies, la funció de la boca rodona és fixar-se a les seves preses vives, a les quals absorbeix la sang, de la qual s'alimenta. Per exemple, en el cas de la llampresa de mar o ferratimó, (Petromyzon marinus) no resulta rar veure-la fixada com a paràsit de taurons, salmons, bacallans i fins i tot mamífers marins, com les foques. Altres espècies, com la llampresa del Caspi (Caspiomyzon wagneri), només mengen preses mortes.

## Cicle vital
Neix al riu, on roman durant 4-5 anys en estat larvari, fins a arribar a mesurar 20 cm de llarg, moment en què es converteix en adult i descendeix al mar on viurà, entre els 200 i 500 m de profunditat, fins a arribar a la maduresa sexual. És llavors quan, amb una longitud entre 80-100 cm i un pes de fins a 1 kg, en viatge migratori, remunta el riu per pondre.
La fresa té lloc a la primavera i estiu en llocs poc profunds, on construeix un niu de pedres que transporta amb la seva ventosa bucal. El nombre d'ous varia entre 50.000 i 200.000; durant la posta, el mascle es fixa a la femella amb la boca i roman agafat a ella; la femella, de la mateixa manera, es fixa a una pedra del fons. Després de la fresa, les llamprees moren.

## Pesca

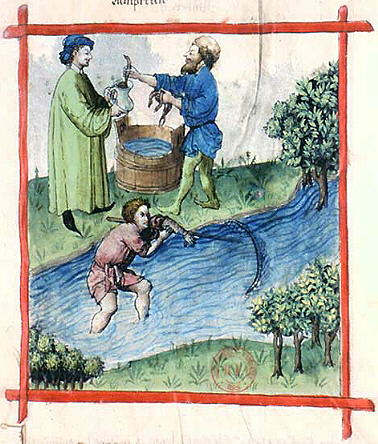
Tacuinum Sanitatis: pesca de llamprees al.

Les llampreses es pesquen als rius o estuaris, en llocs anomenats «pesqueres», en les quals, mitjançant murs de maçoneria, es canalitzen les aigües per fer-les passar a través d'unes nanses anomenades en gallec butrones.
Ocasionalment, les llampreses es pesquen amb el cap d'un animal mort amarrat a una corda. Les llampreses s'aferren tan fermament al cap que es deixen treure de l'aigua.
A Galícia, Astúries i Portugal, la veda de les llampreses conclou en arribar el mes de gener. Varen ser abundants en tots els rius de l'oest de la península Ibèrica, però avui en dia ja n'han desaparegut de molts. Continuen gaudint de fama merescuda les llampreses d'As Neves, Arbo, Salvaterra de Miño, Tui i tota la ribera del riu Miño.

## Gastronomia

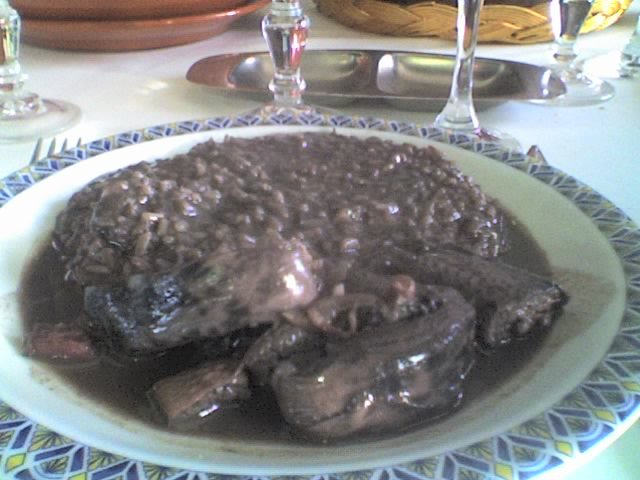
Arròs amb llampresa a la portuguesa.

A part de Galícia, Astúries i Portugal, la carn de les llampreses és molt apreciada també a França, el Regne Unit, Suècia, Finlàndia, els estats bàltics i Corea. Els romans ja la consideraven veritablement exquisida i era menjar digne de reis i bisbes a l'edat mitjana.
La llampresa té un gust una mica fort i una textura ferma i viscosa característica que, encara que desagradi a alguna gent, fa que alguns gastrònoms trobin aquest peix desmesuradament exquisit. Al rei Enric I d'Anglaterra (1068 - 1135), li agradava tant aquest peix que va morir d'una indigestió de llampreses a St. Denis-le-Fermont, a prop de Rouen, Normandia.
Depenent de l'espècie i la mesura, la llampresa es fa arrebossada, guisada, a la brasa o bé es pot degustar cuinada a la bordelesa (lamproies à la bordelaise), amb vi i amb la seva pròpia sang.

## Sistemàtica
La taxonomia presentada aquí és la donada per Fisher (1994), que classifica les llamprees com els únics membres de la classe Cephalaspidomorphi. Les llamprees representen l'únic ordre dels Petromyzontiformes i la família Petromyzontidae que inclou 3 subfamílies, 9 gèneres i 40 espècies descrites.

### SubfamíliaGeotriinae
- Gènere Geotria
  - Geotria australis (Gray,1851)

### SubfamíliaMordaciinae
- Gènere Mordacia
  - Mordacia lapicida (Gray, 1851)
  - Mordacia mordax (Richardson, 1846)
  - Mordacia praecox (Potter, 1968)

### SubfamíliaPetromyzontinae
- Gènere Caspiomyzon

Boca d'una llamprea de riu.

  - Caspiomyzon wagneri (Kessler, 1870)
- Gènere Eudontomyzon
  - Eudontomyzon danfordi (Regan, 1911)
  - Eudontomyzon hellenicus (Vladykov, Renaud, Kott i Economidis, 1982)
  - Eudontomyzon mariae (Berg, 1931)
  - Eudontomyzon morii (Berg, 1931)
  - Eudontomyzon stankokaramani (Karaman, 1974)
  - Eudontomyzon vladykovi (Oliva i Zanandrea, 1959)
- Gènere Ichthyomyzon
  - Ichthyomyzon bdellium (Jordan, 1885) - Llamprea d'Ohio
  - Ichthyomyzon castaneus Girard, 1858
  - Ichthyomyzon fossor (Reighard i Cummins, 1916) - Llamprea de rierol septentrional
  - Ichthyomyzon gagei (Hubbs i Trautman, 1937) - Llamprea de rierol meridional
  - Ichthyomyzon greeleyi (Hubbs i Trautman, 1937) - Llamprea de rierolde muntanya
  - Ichthyomyzon unicuspis (Hubbs i Trautman, 1937) - Llamprea de plata
- Gènere Lampetra
  - Lampetra aepyptera (Abbott, 1860)
  - Lampetra alaskensis (Vladykov i Kott, 1978)
  - Lampetra appendix (DeKay, 1842) - Llamprea de rierol americana
  - Lampetra ayresii (Günther, 1870)
  - Lampetra fluviatilis (Linnaeus, 1758)
  - Lampetra hubbsi (Vladykov i Kott, 1976) - Llamprea de rierol Kern
  - Lampetra lamottei (Lesueur, 1827)
  - Lampetra lanceolata (Kux i Steiner, 1972)
  - Lampetra lethophaga (Hubbs, 1971)
  - Lampetra macrostoma (Beamish, 1982) - Llamprea de Vancouver lamprey
  - Lampetra minima (Bond i Kan, 1973) - Llamprea de Miller Lake lamprey
  - Lampetra planeri (Bloch, 1784)
  - Lampetra richardsoni (Vladykov i Follett, 1965) - Llamprea de rierol occidental
  - Lampetra similis (Vladykov i Kott, 1979) - Llamprea Klamath
  - Lampetra tridentata (Richardson, 1836) - Llamprea del Pacífic
- Gènere Lethenteron
  - Lethenteron camtschaticum (Tilesius, 1811)
  - Lethenteron japonicum (Martens, 1868)
  - Lethenteron kessleri (Anikin, 1905)
  - Lethenteron matsubarai (Vladykov i Kott, 1978)
  - Lethenteron reissneri (Dybowski, 1869)
  - Lethenteron zanandreai (Vladykov, 1955)
- Gènere Petromyzon
  - Petromyzon marinus (Linnaeus, 1758) - Llamprea marina
- Gènere Tetrapleurodon
  - Tetrapleurodon geminis (Alvarez, 1964)
  - Tetrapleurodon spadiceus (Bean, 1887)